# Amazing Grace
Amazing Grace je znana pesem zvrsti gospel, ki jo je napisal John Newton okoli leta 1772 in je tudi uglasbljena. Do sedaj jo je izvedlo že veliko pevcev in glasbenih skupin, nekateri so naredili tudi priredbo pesmi. Leta 2006 je bil posnet istoimenski film.

## Besedilo
| Amazing grace Amazing grace, how sweet the sound That saved a wretch like me I once was lost but now am found Was blind but now I see. 'Twas grace that taught my heart to fear And grace my fears relieved How precious did that grace appear The hour I first believed. Through many dangers, toils and snares I have already come 'Tis grace hath brought me safe thus far And grace will lead me home. How sweet the name of Jesus sounds In a believer's ear It soothes his sorrows, heals his wounds And drives away his fear. Must Jesus bear the cross alone And all the world go free? No, there's a cross for ev'ryone And there's a cross for me. | O, Milost, glej O, Milost, glej, kako ljub zven, pustil ni ubožca umret, zdaj vem za pot, ko taval sem, in slepec vidim spet. Po Milosti srce prizna, da v strahu sem bedel; tako opojna je bila, ko prvič sem verjel. Čez vse nevarnosti, pasti in tlake sem spoznal, kako je draga Milost mi, za njo se bom razdal. Premil odmev le verniku je Jezusa ime, odreši ga skrbi, strahu, zaceli mu srce. Je Jezus, da je odrešil svet, križ nosil sam trpe? Ne, vsak ima svoj križ za vzet, in eden je zame. | O nepričakovani dar O nepričakovani dar, da sin me je otel, bil sem zgubljen, zdaj najden sem in slep sem ozdravel. Srce mi vztrepetalo je, ko njega sem spoznal, ki meni siromaku je rešilno roko dal. Že misel sama na Boga visoko dviga nas v njegovi luči vse stvari dobijo nov obraz. |